# Svenska mästerskapen i längdskidåkning 2024
Svenska mästerskapen i längdskidåkning 2024 arrangerades mellan den 20 och 26 mars 2024 i Boden som en del av SM-veckan 2024.

## Medaljöversikt och resultat
| Tävling                    | Guld                                                          | Guld      | Silver                                             | Silver    | Brons                                                       | Brons     |
| -------------------------- | ------------------------------------------------------------- | --------- | -------------------------------------------------- | --------- | ----------------------------------------------------------- | --------- |
| Damer                      |                                                               |           |                                                    |           |                                                             |           |
| Sprint (F)                 | Linn Svahn Östersunds SK                                      | 3.14,30   | Jonna Sundling Piteå Elit                          | 3.14,31   | Emma Ribom Piteå Elit                                       | 3.23,22   |
| 10 km (K)                  | Jonna Sundling Piteå Elit                                     | 27.37,3   | Ebba Andersson Piteå Elit                          | 28.09,3   | Linn Svahn Östersunds SK                                    | 28.20,9   |
| Masstart 20 km (F)         | Jonna Sundling Piteå Elit                                     | 50.36,4   | Linn Svahn Östersunds SK                           | 50.37,7   | Maja Dahlqvist Falun Borlänge SK                            | 50.41,8   |
| Stafett 3x5 km (F)         | Falun Borlänge SK Moa Hansson Moa Ilar Maja Dahlqvist         | 36.50,6   | Piteå Elit Emma Ribom Ebba Andersson Lisa Eriksson | 36.53,6   | Skellefteå SK Evelina Crüsell Saga Nilsson Elin Henriksson  | 38.14,0   |
| Sprintstafett 6x1,4 km (K) | Piteå Elit Emma Ribom Jonna Sundling                          | 19.51,39  | Falun Borlänge SK Moa Ilar Maja Dahlqvist          | 20.10,00  | Östersunds SK Jenny Larsson Linn Svahn                      | 20.15,88  |
| 30 km (K)                  | Ebba Andersson Piteå Elit                                     | 1:28.07,4 | Linn Svahn Östersunds SK                           | 1:28.15,5 | Moa Ilar Falun Borlänge SK                                  | 1:29.52,3 |
| Herrar                     |                                                               |           |                                                    |           |                                                             |           |
| Sprint (F)                 | Edvin Anger Åsarna IK                                         | 3.02,07   | Johan Häggström Piteå Elit                         | 3.02,39   | George Ersson Falun Borlänge SK                             | 3.03,07   |
| 10 km (K)                  | Edvin Anger Åsarna IK                                         | 25.42,4   | William Poromaa Åsarna IK                          | 25.50,5   | Jens Burman Åsarna IK                                       | 25.54,3   |
| Masstart 20 km (F)         | Gustaf Berglund IFK Mora SK                                   | 46.00,3   | Axel Jutterström IFK Mora SK                       | 46.01,8   | Eric Rosjö IFK Mora SK                                      | 46.02,3   |
| Stafett 3x7,5 km (F)       | Piteå Elit Viktor Brännmark Fredrik Andersson Johan Häggström | 50.34,3   | Åsarna IK Jens Burman William Poromaa Edvin Anger  | 50.34,4   | IFK Mora SK Jonas Eriksson Axel Jutterström Gustaf Berglund | 50.36,5   |
| Sprintstafett 6x1,4 km (K) | Åsarna IK William Poromaa Edvin Anger                         | 17.50,99  | Falun Borlänge SK Anton Persson Oskar Svensson     | 17.51,52  | Högbo GIF Elias Danielsson Emil Danielsson                  | 17.52,40  |
| 50 km (K)                  | Jens Burman Åsarna IK                                         | 2:15.07,2 | Truls Gisselman Rehns BK                           | 2:15.40,6 | Fredrik Andersson Piteå Elit                                | 2:16.06,6 |